# 西田孝明
西田 孝明（にしだ たかあき）は日本の数学者。京都大学名誉教授。専門は解析学、特に非線形偏微分方程式論。

## 略歴
1964年 京都大学工学部数理工学科卒、1966年 京都大学工学研究科数理工学専攻修士課程修了。1971年 京都工学博士（論文博士）。京都大学工学部数理工学科助手、同 講師経て京都大学理学部数学科助教授。この間、ミシガン大学、ウィスコンシン大学Madison数学研究所、南開大学数学研究所（天津）客員助教授。1988年 京都大学理学部数学科教授。2005年4月 早稲田大学理工学術院教授。山口昌哉の初期の弟子にあたる。京都大学での博士課程指導学生に二宮広和がいる。
非線形偏微分方程式に関する数多くの業績を上げているが、特に非線形偏微分方程式の解の大域構造の数学解析に、計算機援用証明を導入したことで評価されている。

## 職歴
- 1967年 京都大学工学部数理工学科助手
- 1973年 同 講師
- 1979年 京都大学理学部数学科助教授
- 1988年 同 教授
- 2005年 同 名誉教授
- 2005年 早稲田大学理工学術院教授
- 2012年 同 退職

## 受賞等
- ICM 1983 Warszawa 招待講演[6]
- 2004年 解析学賞 日本数学会[5]